# Nature Structural & Molecular Biology
Nature Structural & Molecular Biology, abgekürzt Nat. Struct. Mol. Biol., ist eine Fachzeitschrift, die von der Nature Publishing Group herausgegeben wird. Die Erstausgabe erschien im Januar 1994. Bis zum Dezember 2003 hieß die Zeitschrift Nature Structural Biology. Derzeit werden zwölf Ausgaben im Jahr publiziert. Die Zeitschrift veröffentlicht Artikel, die funktionelle und mechanistische Fragen in der Biologie adressieren.
Der Impact Factor des Journals lag im Jahr 2014 bei 13,309. Nach der Statistik des ISI Web of Knowledge wird das Journal mit diesem Impact Factor in der Kategorie Biochemie und Molekularbiologie an siebenter Stelle von 289 Zeitschriften, in der Kategorie Biophysik an zweiter Stelle von 73 Zeitschriften und in der Kategorie Zellbiologie an zwölfter Stelle von 184 Zeitschriften geführt.
Chefherausgeberin ist Ines Chen, die beim Verlag angestellt ist.